# Dietrich II. von Kittlitz
Dietrich II. von Kittlitz (* im 12. Jahrhundert; † 29. August 1208) war Bischof von Meißen von 1191 bis 1208.
Dietrich II. stammte aus der Familie von Kittlitz.
In seine Regierungszeit fällt die Gründung des Augustinerchorherrenstiftes an der St.-Afra-Kirche in Meißen 1205.